# أشخاص ساخنون
أشخاص ساخنون (بالإنجليزية: hot ones)‏ سلسلة ويب على يوتيوب، أنشأها كريستوفر شونبرغر وأنتجتها اولا نحن الوليمة وكومبلس ميديا. تتضمن فرضيتها الأساسية مقابلة المشاهير من قبل المضيف شون إيفانز على طبق من أجنحة الدجاج الحارة بشكل متزايد.

## شكل
يتضمن التنسيق تناول إيفانز وضيوفه عشرة أجنحة دجاج (أو بديل إذا كان الضيف نباتيًا / نباتيًا)، كل منها مُعد بصلصة حارة أكثر سخونة تدريجيًا. يذكر إيفانز شعار العرض في بداية كل حلقة: «العرض مع الأسئلة الساخنة، وحتى الأجنحة الأكثر سخونة».
الصلصة الأولى المقدمة خفيفة نسبيًا مثل سريراتشا، التي يبلغ تصنيفها 2200 وحدة سكوفيل. الصلصة النهائية (اعتبارًا من الموسم 4)، The Last Dab الخاصة بـ Hot Ones (The Last Dab Reduxx بدءًا من الموسم 6، و The Last Dab XXX بدءًا من الموسم 10)، حصلت على تصنيف Scoville بأكثر من 2000000. وفقًا «للتقاليد»، يتم تشجيع الضيوف على وضع كمية ضئيلة من The Last Dab على الجناح الأخير؛ قيل لهم أن هذا ليس مطلوبًا، لكن معظم الضيوف يختارون القيام بذلك حتى عندما يعانون بالفعل من حرارة الأجنحة السابقة.
بعد كل جناح، يسأل إيفانز ضيفه سؤال مقابلة. عندما تصبح الأجنحة أكثر سخونة، يبدأ الضيف عادةً في عرض تأثيرات تناول الأجنحة الأكثر توابلًا وتصبح المقابلة أقل تركيزًا على الضيف وأكثر من ذلك فإن النضال لإنهاء الأجنحة. يتم تزويد الضيوف أيضًا بأكواب من الماء والحليب لمواجهة تأثير الأجنحة.
العرض القياسي هو الإنس وضيف واحد يأكل عشرة أجنحة لكل منهما، ولكن في بعض الحلقات حيث يوجد ضيفان (مثل الحلقات التي تضم Keegan-Michael Key & Jordan Peele و Hila & Ethan Klein من h3h3Productions)، يتم منح خمسة أجنحة فقط لـ كل ضيف. يُمنح الضيف الذي أنهى الأجنحة العشرة بنجاح الفرصة للترويج لمشاريعه القادمة. لا يزال يتم منح الضيوف الذين يفشلون هذه الفرصة ولكن يتم إضافتهم أيضًا إلى قاعة العار في المعرض.

## تاريخ العرض
تم إنشاء العرض من قبل مؤسس نحن الوليمة اولا كريستوفر شونبرغر. يستشهد شونبيرغر بمقابلة أليكسا تشونغ الغريبة من برنامج بوب ورد كمصدر إلهام لهذا العرض. يستضيف العرض شون إيفانز.

## قاعة العار
تتم إضافة الضيوف الذين يفشلون في تناول الأجنحة العشرة إلى هذه القائمة.
- توني يايو
- دي جي خالد
- إدي هوانغ (أول ظهور)
- مايك إيبس
- جيم جافيجان
- روب كوردري
- ريكي جيرفيه
- ماريو باتالي
- تراجي ب. هينسون
- ليل يخت
- E-40
- شاكيل اونيل
- فرصة مغني الراب
- إريك أندريه (الظهور الثاني)

## اشخاص ساخنين: لعبة العرض
في 18 فبراير 2020، تم عرض برنامج عرضي بعنوان Hot Ones: The Game Show لأول مرة على قناة truTV . يستضيف المسلسل إيفانز، ويجمع بين زوجين من اللاعبين ضد بعضهما البعض للحصول على فرصة للفوز بما يصل إلى 25000 دولار. يتم لعب اللعبة الرئيسية في ثلاث جولات، باستخدام الأجنحة التي تم طهيها في الصلصات الساخنة التي تزيد تصنيفات Scoville من جولة إلى أخرى. لا يتم تزويد اللاعبين بأي ماء أو حليب لتقليل تأثير الأجنحة، ولكن يتم إعطاؤهم دلاء يتقيأ فيها إذا لزم الأمر.

## الجوائز
| عام  | جائزة                     | فئة                                               | نتيجة | Ref.  |
| ---- | ------------------------- | ------------------------------------------------- | ----- | ----- |
| 2017 | جائزة Streamy             | أفضل سلسلة طعام                                   | رُشِّح   | [ 4 ] |
| 2018 | جوائز قصيرة               | أفضل سلسلة ويب                                    | فوز   | [ 5 ] |
| 2018 | جائزة Streamy             | سلسلة غير خيالية                                  | فوز   | [ 6 ] |
| 2019 | جائزة Streamy             | عرض العام                                         | رُشِّح   | [ 7 ] |
| 2019 | جائزة Streamy             | ثقافة فن البوب                                    | فوز   | [ 7 ] |
| 2021 | جوائز إيمي ال 48 النهارية | جائزة لأفضل مقدم برامج حوارية ترفيهية لشون إيفانز | رُشِّح   | [ 8 ] |

## روابط خارجية
- الموقع الرسمي (جوال)